# Jeff Ward (attore)
Jeff Ward (Washington, 30 dicembre 1986) è un attore statunitense noto principalmente per i ruoli di Deke Shaw nella serie ABC del MCU Agents of S.H.I.E.L.D. e Bagy il Clown nell'adattamento live action Netflix di One Piece, nonché per aver interpretato Roy Hardaway nella miniserie originale Netflix Al nuovo gusto di ciliegia e Seth Marlowe nella serie antologica Syfy Channel Zero.

## Biografia

### Primi anni
Jeff Ward è nato a Washington, ma è cresciuto a Radnor, Pennsylvania, un sobborgo di Filadelfia, dove ha iniziato a recitare in produzioni teatrali. Ha una sorella minore, Allison, insegnante di scuola elementare. Crescendo ha frequentato la Tisch School of the Arts assieme a Miles Teller, e successivamente ha avuto una formazione aggiuntiva alla Stella Adler School for Acting.

### Carriera
Ward ha debuttato in televisione nel 2005 comparendo in un episodio di Law & Order: Criminal Intent, ma ha iniziato a lavorare attivamente come attore a partire dal 2011 e, dopo una serie di apparizioni minori in varie serie televisive, nel 2016 interpreta Charles Manson nel film TV Manson's Lost Girls, ruolo che gli conferisce una discreta notorietà e che dichiara di aver accettato poiché «le persone hanno intrinsecamente un lato leggermente oscuro».
Nel 2017, ha vestito i panni di Seth Marlowe nella seconda stagione della serie antologica horror Channel Zero.

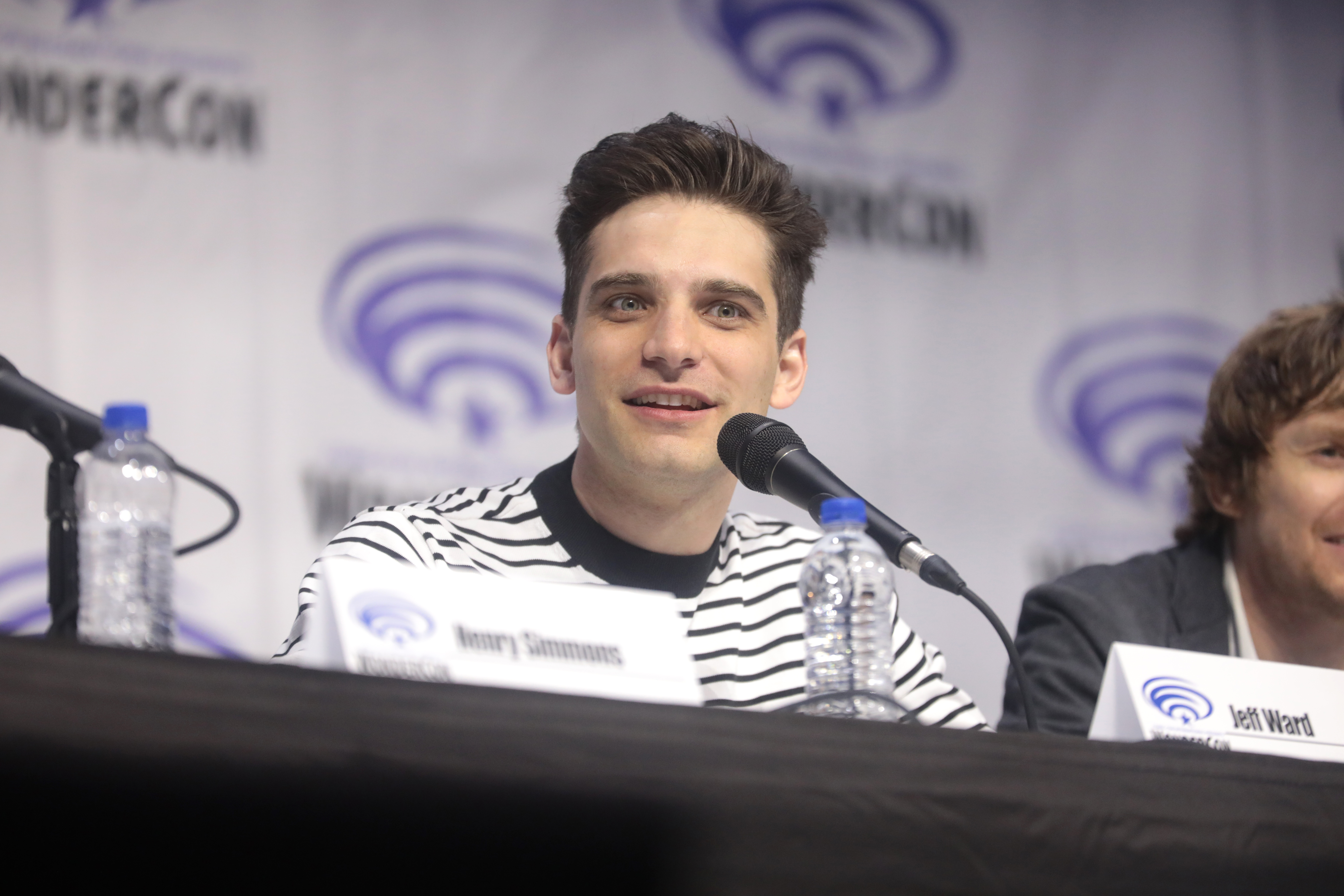
Ward al WonderCon del 2019

Più tardi in quello stesso anno, Ward ottiene il ruolo di Deke Shaw nella serie televisiva del Marvel Cinematic Universe Agents of S.H.I.E.L.D., comparendo in chiave ricorrente nel corso della quinta stagione. Sebbene originariamente avesse sostenuto l'audizione per il ruolo di Virgil, personaggio minore presente solo nel primo episodio della stagione, la performance di Ward in fase di lettura dei copioni è piaciuta talmente tanto al resto del cast da chiedere ai produttori di assegnargli invece il ruolo ricorrente di Deke. Ward è stato promosso a membro del cast principale nella sesta stagione rimanendovi fino al termine della settima e ultima stagione.
Nel novembre 2019, è stato annunciato che Ward sarebbe stato uno dei personaggi principali della miniserie horror-drammatica Netflix Al nuovo gusto di ciliegia, rilasciata il 13 agosto 2021.
Nel settembre 2022 entra a far parte del cast della serie Netflix One Piece, tratta dall'omonimo manga di Eiichirō Oda, nel ruolo di Bagy il Clown. L'anno successivo ha debuttato come regista teatrale con una produzione Off-Broadway dello spettacolo Danny and the Deep Blue Sea di John Patrick Shanley al Lucille Lortel Theatre con protagonisti Aubrey Plaza e Christopher Abbott.

## Filmografia

### Attore

#### Cinema
- Vamperifica, regia di Bruce Ornstein (2012)
- Moonwatch, regia di Gregory Stees - cortometraggio (2014)
- The Girlfriend Game, regia di Armen Antranikian - cortometraggio (2015)
- The Boy Downstairs, regia di Sophie Brooks (2017)
- Take Me Out with the Stars, regia di Tess Harrison - cortometraggio (2017)
- Imaginary Circumstances, regia di Emma Koenig - cortometraggio (2018)
- Plus One, regia di Jeff Chan e Andrew Rhymer (2019)
- Fund the Bat, regia di Jeffrey Bell - cortometraggio (2020)

#### Televisione
- Law & Order: Criminal Intent – serie TV, episodio 5x06 (2005)
- Body of Proof – serie TV, episodi 2x05-2x07 (2011)
- Il fidanzato perfetto (Holly's Holiday), regia di Jim Fall – film TV (2012)
- Heavenly, regia di Mimi Leder – film TV (2011)
- Beautiful People, regia di Stephen Hopkins – film TV (2012)
- The Beauty Inside – miniserie TV, 2 puntate (2012)
- Project Reality – miniserie TV, puntata 1x01 (2013)
- Next Time on Lonny – serie TV, episodio 2x09 (2014)
- Open Season – serie TV, episodio 1x02 (2014)
- The Mentalist – serie TV, episodio 7x08 (2015)
- Keep Recording, regia di Gregory Stees - cortometraggio TV (2015)
- Bad TV Pitches: Orphan Flippers, regia di Gregory Stees - cortometraggio TV (2015)
- Manson's Lost Girls, regia di Leslie Libman – film TV (2016)
- Rosewood – serie TV, episodio 1x14 (2016)
- That's What She Said – miniserie TV, puntata 1x01 (2016)
- 555 – miniserie TV, puntata 1x03 (2017)
- Channel Zero – serie TV, 6 episodi (2017)
- Agents of S.H.I.E.L.D. – serie TV, 45 episodi (2017-2020)
- Hacks – serie TV, 2 episodi (2021)
- Al nuovo gusto di ciliegia (Brand New Cherry Flavor) – serie TV, 8 episodi (2021)
- PEN15 – serie TV, episodio 2x14 (2021)
- One Piece – serie TV, 6 episodi (2023-in corso)

### Doppiatore
- Madam Ram – podcast, 7 episodi (2025)

## Doppiatori italiani
Nelle versioni in italiano delle opere in cui ha recitato, Jeff Ward è stato doppiato da:
- Massimo Triggiani in Manson's Lost Girls, Channel Zero
- Alessandro Rigotti in Law & Order: Criminal Intent
- Luca Mannocci in The Mentalist
- Emanuele Ruzza in Agents of S.H.I.E.L.D.
- David Chevalier in Al nuovo gusto di ciliegia
- Emiliano Coltorti in One Piece